# التصنفيات الدولية لأوغندا
تتضمن المقالة التالية التصنيفات الدولية لأوغندا:

## التصنيفات الدولية
| المنظمة                          | المؤشر                      | الترتيب        |
| -------------------------------- | --------------------------- | -------------- |
| معهد الاقتصاد والسلام            | مؤشر السلام العالمي         | 103 من أصل 144 |
| برنامج الأمم المتحدة الإنمائي    | مؤشر التنمية البشرية        | 157 من أصل 182 |
| الشفافية الدولية                 | مؤشر مدركات الفساد          | 130 من أصل 180 |
| المنتدى الاقتصادي العالمي        | تقرير التنافسية العالمي     | 108 من أصل 133 |
| المنظمة العالمية للملكية الفكرية | مؤشر الابتكار العالمي, 2024 | 121 من أصل 133 |